# Lingen (stacja kolejowa)
Lingen – stacja kolejowa w Lingen (Ems), w kraju związkowym Dolna Saksonia, w Niemczech. Znajdują się tu 2 perony.